# 3410 Vereshchagin
3410 Vereshchagin è un asteroide della fascia principale. Scoperto nel 1978, presenta un'orbita caratterizzata da un semiasse maggiore pari a 2,2599485 UA e da un'eccentricità di 0,0965295, inclinata di 4,73296° rispetto all'eclittica.